# Sampei Shirato
Sampei Shirato (jap. 白土 三平, Shirato Sampei, eigentlich: Noboru Okamoto (岡本 登, Okamoto Noboru); * 15. Februar 1932 in der Präfektur Tokio; † 8. Oktober 2021) war ein japanischer Mangaka.
Shirato begann das Zeichnen mit 25 Jahren. Von 1959 bis 1962 erschien sein erster bedeutender Manga Ninja Bugeichō, den er in einem historisch-realistischen Stil zeichnete. Thematisch wie zeichnerisch richtete sich die Serie an ein erwachsenes Publikum und gehört somit zu den ersten Gekiga. 1964 begann er mit der Serie Kamui Den, die in mehrere Erzählzyklen unterteilt wurde. Die dramatischen Erlebnisse um den jungen Ninja Kamui spielen im Japan zur Zeit der Edo-Periode. Von dieser erschienen zwei Bände 1995 auf Deutsch beim Carlsen Verlag.

## Veröffentlichungen
- Kieyuku Shōjo (消え行く少女; 1959)
- Ninja Sempū (忍者旋風; 1959–1966)
- Ninja Bugeichō (忍者武芸帳; 1959–1962)
- Seton Dōbutsuki (シートン動物記; 1961–1964)
- Sasuke (サスケ; 1961–1966)
- Kamui Den (カムイ伝; 1964–1971)
- Watari (ワタリ; 1965–1966)
- Kamui Gaiden (カムイ外伝; 1965–1967)
- Shinwa Densetsu (神話伝説; 1974–1980)
- Josei (女星; 1979–1981)
- Kamui Gaiden: Dai-ni-bu (カムイ外伝 第二部; 1982–1987)
- Kamui Den: Dai-ni-bu (カムイ伝 第二部; 1988–2000)